# Karolina Grzebieniak
Karolina Grzebieniak (ur. 14 stycznia 1945) – polska lekkoatletka, specjalizująca się w rzucie dyskiem, medalistka mistrzostw Polski.

## Kariera sportowa
Była zawodniczką ŁKS Łódź.
Na mistrzostwach Polski seniorek na otwartym stadionie zdobyła jeden medal: brązowy w rzucie dyskiem w 1972. 
Rekord życiowy w rzucie dyskiem: 51,84 (22.09.1971).